# Quesnelia testudo
Quesnelia testudo är en gräsväxtart som beskrevs av Carl Lindman. Quesnelia testudo ingår i släktet Quesnelia och familjen Bromeliaceae. Inga underarter finns listade i Catalogue of Life.

## Bildgalleri

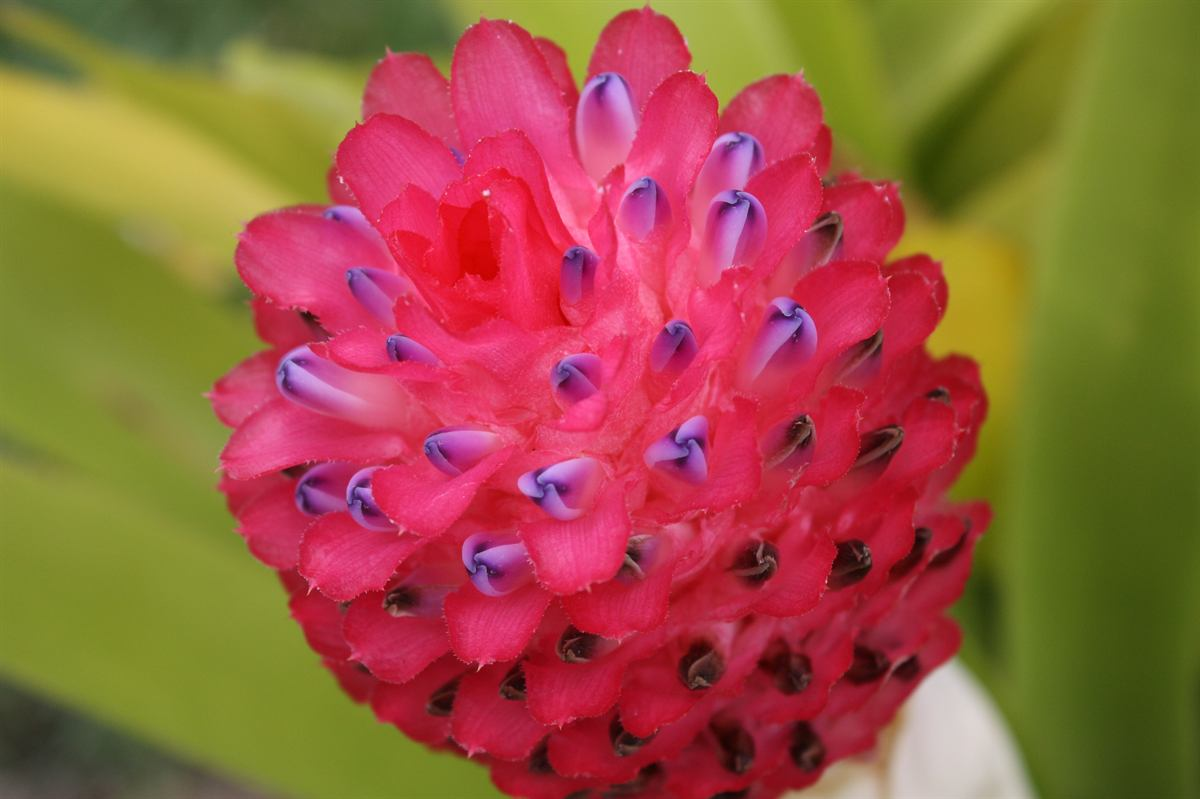
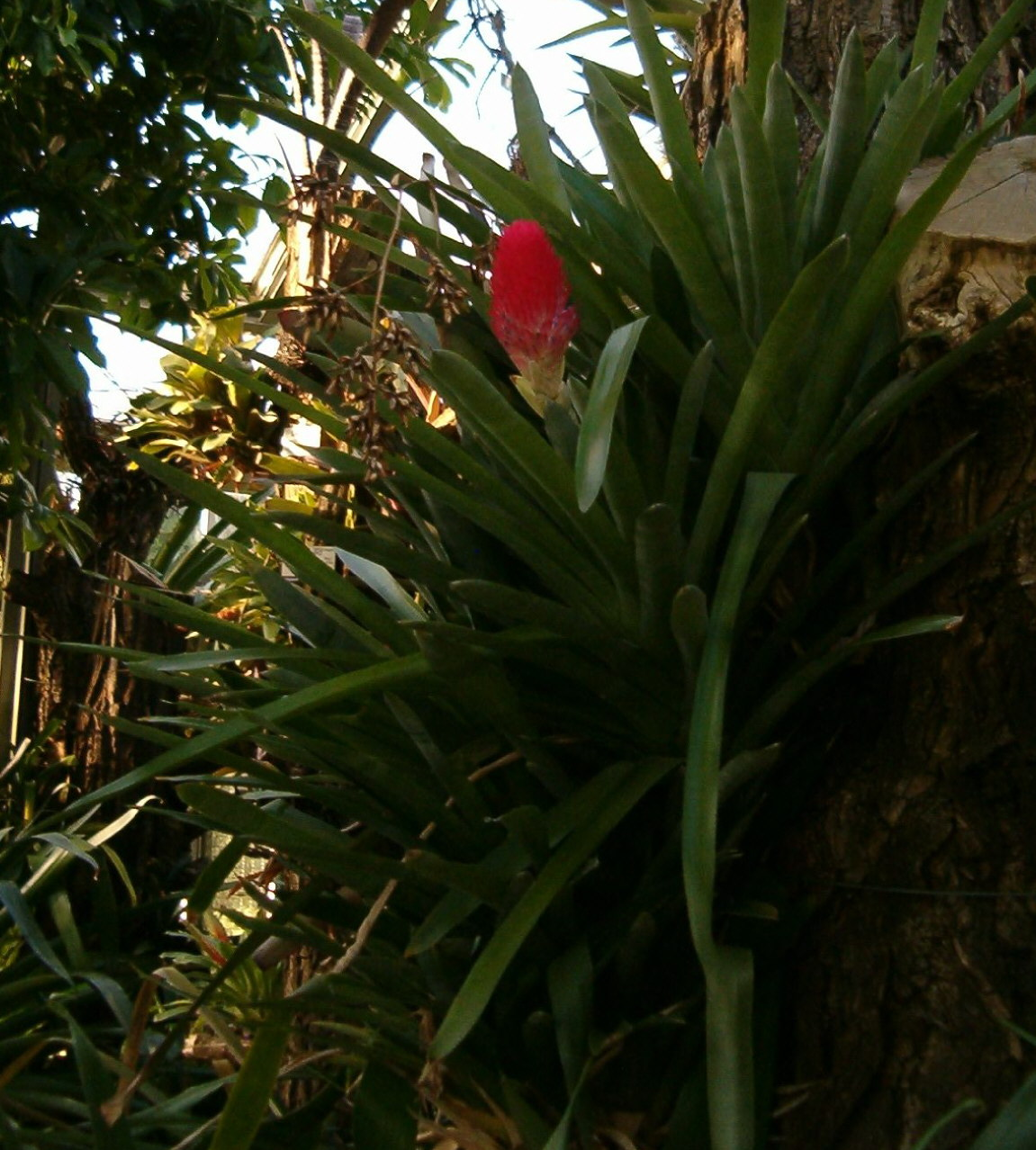
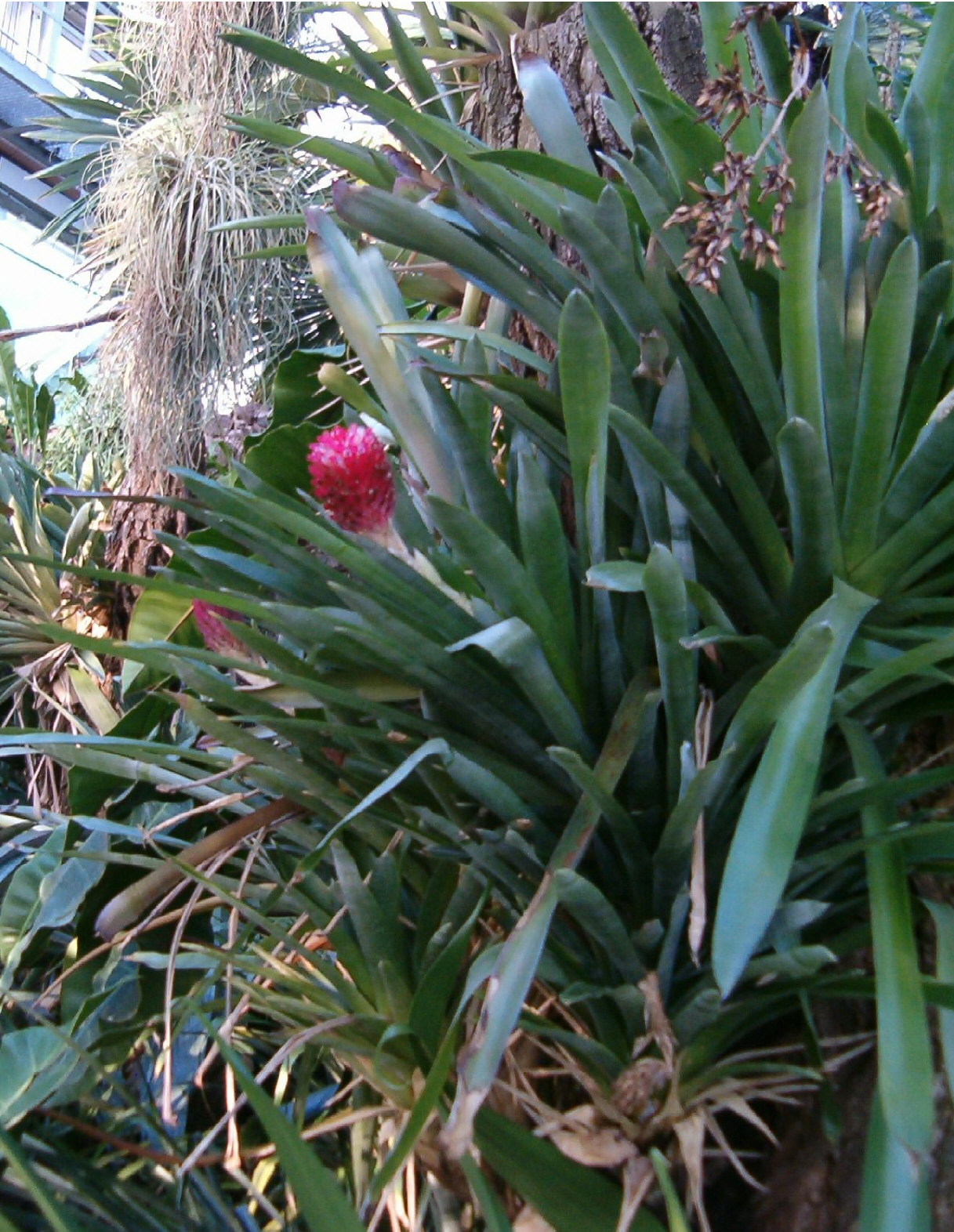
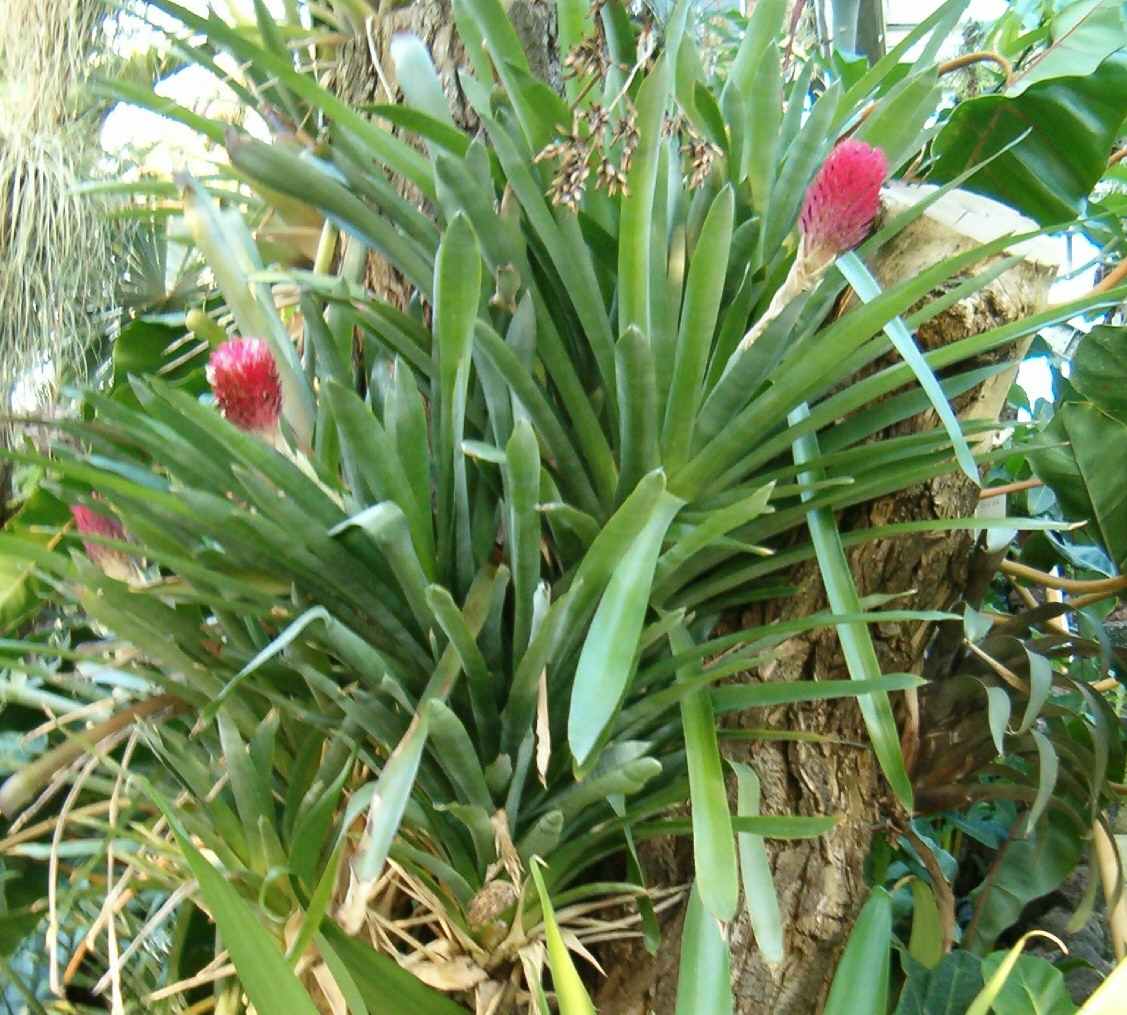